# عازل كهروضوئي

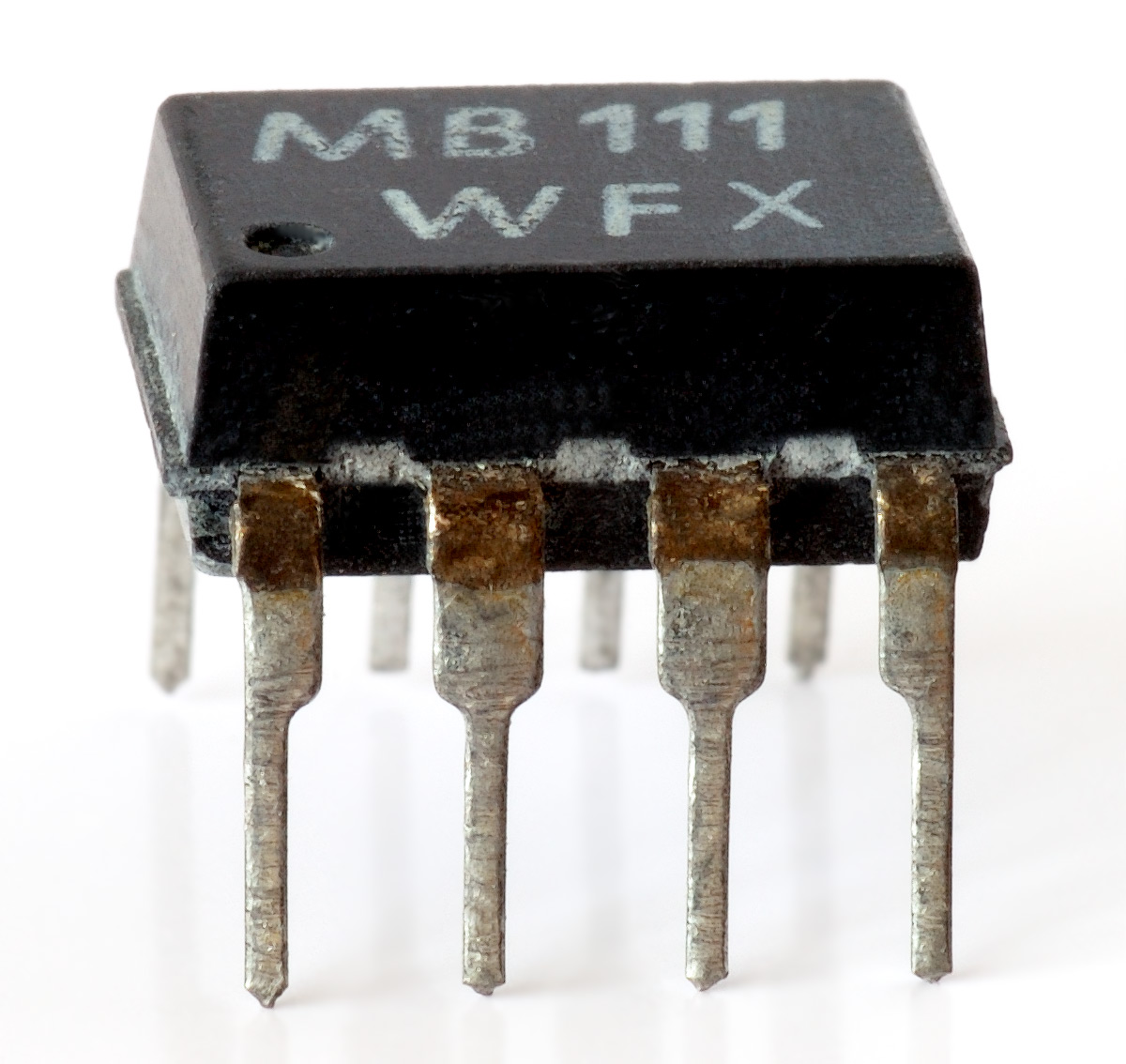
عازل كهروضوئي.

العازل الكهروضوئي أو العازل المقترن ضوئياً (بالإنجليزية: Optoisolator)‏ أو (بالإنجليزية: Photon-Coupled Isolator)‏ من الأجهزة الكهروضوئية يستعمل كعازل بين دارتين كهربائيتين. حيث تُحول الإشارة الكهربائية القادمة من الدارة الأولى إلى إشارة ضوئية ومن ثم تُحول هذه الإشارة الضوئية إلى كهربائية تسري في الدارة الثانية. يعمل هذا العازل مع الإشارات الرقمية وكذلك مع التماثلية.

## التركيب

عازل مركب من ثنائي مشع ومقحل ضوئي.

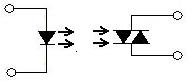
عازل مركب من ثنائي مشع وترياك ضوئي.

يتركب العازل الكهروضوئي من ثنائي مضيء وثنائي ضوئي، يعمل الثنائي المضيء كمستقبل يحول الكهرباء الآتية إلى ضوء. بينما يعمل الثنائي الضوئي كمرسل يقوم بالتقاط الضوء الذي سبق تحويله ويحوله إلى كهرباء. ولو أردنا التعميم، فيمكن القول أن الطرف المستقبل يجب أن يكون كاشف ضوئي (ثنائي ضوئي، مقحل ضوئي، وصلة ثلاثية ترياك ضوئي). والطرف المرسل عبارة عن منبع ضوئي (ثنائي مضيء, ثنائي ليزري). ويتم التوصيل بينالكاشف والمنبع بواسطة الألياف الضوئية.
هذه الفكرة توفر عزلا كهربائيا تاما بين الدارتين الكهربيتين, وتجعلهما متصلتين حصرا عبر الدائرة الضوئية. والفكرة هي ذاتها المستعملة في المحول الذي يربط بين دارتين كهربيتين بواسطة دائرة مغناطيسية. لكن الاختلاف بين المحول والعازل الكهروضوئي يكمن العازل الكهروضوئي, على خلاف المحول, بإمكانه توصيل التيار المستمر بين الدارتين.

## الغرض

مبدال ضوئي, وجود الحاجز بين الطرفين يتحكم بمرور الإشارة الضوئية

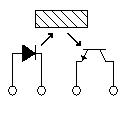
مجس أجسام. إذا لم يكن هناك وجود لأي جسم, لن ينعكس الضوء نحو الطرف الثاني وبالتالي سيعطي إشارة بعدم وجود شيء

العزل الكهروضوئي مطلوب لتقليص التداخل بين الإشارات وكذلك لغرض الحماية. فمثلُا، العزل الكهربي في الأجهزة الطبية يمكن أن يقلص احتمال تعرض المريض لصعقة كهربائية. كما يمكن أن يستعمل كمبدال أو كمجس.